# Основное уравнение радиолокации
Основное уравнение радиолокации — формула, описывающая дальность действия радиолокатора, через расчет мощности радиосигналов и различных потерь. Для большинства активных радиолокаторов, являющихся моностатическими (передающая и приемная антенны находятся вблизи или совмещены), мощность принимаемого сигнала обратно пропорциональна 4-й степени расстояния до цели, для пассивных локаторов мощность сигнала обратно пропорциональна 2-й степени расстояния.

## Принимаемая мощность
Мощность принимаемого отклика радиосигнала задаётся уравнением:
{\displaystyle P_{r}={{P_{t}G_{t}A_{r}\sigma F^{4}} \over {{(4\pi )}^{2}R_{t}^{2}R_{r}^{2}}}=P_{t}\cdot {{G_{t}} \over {4\pi R_{t}^{2}}}\cdot F^{2}\cdot {\sigma }\cdot F^{2}\cdot {{A_{r}} \over {4\pi R_{r}^{2}}}}
Обозначения:
- Pr — мощность сигнала приёмной антенны;
- Pt — мощность радиопередатчика;
- Gt — коэффициент усиления передающей антенны;
- Ar (иногда S) — эффективная площадь (апертура) приемной антенны, Ar = Gr*λ²/4π, где Gr — коэффициент усиления приемной антенны, λ — длина волны.
- σ — эффективная площадь рассеяния цели в данном ракурсе;
- F — коэффициент потерь при распространении сигнала;
- Rt — расстояние от передающей антенны до цели;
- Rr — расстояние от цели до приёмной антенны.

В случае, когда передающая и приёмная антенны располагаются на одинаковом расстоянии от цели, то есть во всех моностатических РЛС (Однопозиционных радиолокационных системах, ОПРЛС) и иногда, в других типах, формула упрощается за счет Rt = Rr = R, что приводит к коэффициенту R4:
{\displaystyle P_{r}={{P_{t}G_{t}A_{r}\sigma F^{4}} \over {{(4\pi )}^{2}R^{4}}}.}
Таким образом, принимаемая мощность уменьшается пропорционально 4-й степени расстояния.
Коэффициент F можно принять равным 1, если считать, что волна распространяется в вакууме без потерь и без интерференции. 

## Минимальная чувствительность приемника
Минимальная мощность, при получении которой приемник может обнаружить отраженный от цели сигнал, задается формулой
{\displaystyle P_{r.min}=kT\Delta f_{r}k_{n}k_{d}}
- k — постоянная Больцмана;
- T — абсолютная температура приемника;
- Δfr — полоса пропускания приемника;
- kn — коэффициент шума приемника;
- kd — коэффициент различимости (отношение энергий сигнал/шум на входе приемника, при котором обеспечивается прием сигналов с заданными параметрами).

## Дальность действия радиолокатора с пассивным ответом
{\displaystyle D_{max}={\sqrt[{4}]{\frac {P_{t}G_{t}G_{r}\lambda ^{2}\sigma }{\left(4\pi \right)^{3}P_{r.min}}}}},
где:
{\displaystyle \;P_{t}} — мощность передатчика;
{\displaystyle \;G_{t}} — коэффициент усиления антенны при излучении;
{\displaystyle \;G_{r}} — коэффициент усиления антенны при приёме;
{\displaystyle \;\lambda } — длина волны;
{\displaystyle \;\sigma } — эффективная площадь рассеяния цели;
{\displaystyle \;P_{r.min}} — минимальная чувствительность приёмника.

## Дальность действия радиолокатора с активным ответом
Активный ответ приходит от радиолокационного ответчика (ретранслятора), установленного на цели.
Максимальная дальность действия по каналу запроса
{\displaystyle D_{req.max}={\sqrt {{P_{req}G_{req}A_{r}} \over {4\pi P_{r.min}}}}}
Максимальная дальность действия по каналу ответа
{\displaystyle D_{resp.max}={\sqrt {{P_{resp}G_{resp}A_{r}} \over {4\pi P_{r.min}}}}}
При работе с активным ответом, расстояние входит в формулы со степенью 2, а не 4, так как мощность ответчика является фиксированной и не зависит от мощности падающего на "цель" излучения радара. В случае же пассивного ответа, цель, согласно принципу Гюйгенса-Френеля, представляет собой вторичный переизлучатель, мощность которого прямо пропорциональна падающему на него излучению радара. Таким образом, при пассивной радиолокации сигнал от передатчика радара по пути к цели ослабевает в {\displaystyle 4\pi R_{t}^{2}} раз, отражается, а затем по пути от цели до приемника радара ослабевает еще в {\displaystyle 4\pi R_{r}^{2}}. В результате получаем коэффициент {\displaystyle {(4\pi )}^{2}R_{t}^{2}R_{r}^{2}}, и в случае, когда Rt = Rr = R, этот коэффициент равен {\displaystyle {(4\pi )}^{2}R^{4}}.